# González, Tamaulipas
González är en stad i delstaten Tamaulipas i Mexiko och administrativ huvudort i kommunen med samma namn. González hade 11 212 invånare vid folkräkningen år 2010 och är kommunens näst största ort efter Estación Manuel. Staden är belägen i den sydvästra delen av delstaten, strax nordväst om Tampico och Ciudad Madero.
Kommunens industri leds av Tequilera la Gonzaleña, som producerar en tequila som anses vara en av de finaste och mest framgångsrika i landet, Chinaco Tequila. Destilleriet i González grundades år 1977.